# Pic Badet
Pour les articles homonymes, voir Badet.
Le pic Badet est un sommet des Pyrénées françaises.

## Toponymie
Badet signifie « petite vallée » ; c'est ce sens qui est employé pour le lac de Badet.

## Géographie
Situé dans le département des Hautes-Pyrénées dans le massif du Néouvielle, près de Saint-Lary-Soulan dans le parc national des Pyrénées et près de la réserve naturelle nationale du Néouvielle.

### Hydrographie
Le sommet délimite la ligne de partage des eaux entre les bassins de l'Adour côté ouest et de la Garonne côté est, qui se déversent dans l'Atlantique.

## Voies d'accès
La voie normale depuis le barrage de Cap de Long (arête Maou-Badet) impose des difficultés d'escalade modérées (PD-).